# Macao portugués
Macao portugués fue el período de Macao como colonia portuguesa y después, una provincia de ultramar bajo administración portuguesa desde 1557 a 1999. Macao fue tanto la primera como la última colonia europea en China y en toda Asia.

## Historia
Los comerciantes portugueses se asentaron en Macao en el siglo XVI. En 1557 Macao fue alquilado por Portugal al Imperio chino como puerto comercial. Los portugueses administraron la ciudad bajo la autoridad y la soberanía de China hasta 1887, cuando se convirtió en una colonia del Imperio portugués con el Tratado Chino-Portugués de Pekín. La soberanía sobre Macao fue transferido de nuevo a China el 20 de diciembre de 1999.
La Declaración Conjunta Sino-Portuguesa sobre la cuestión de Macao y de la Ley Básica de Macao estipula que Macao operará con un alto grado de autonomía por lo menos hasta 2049, cincuenta años después de la transferencia.

## Galería

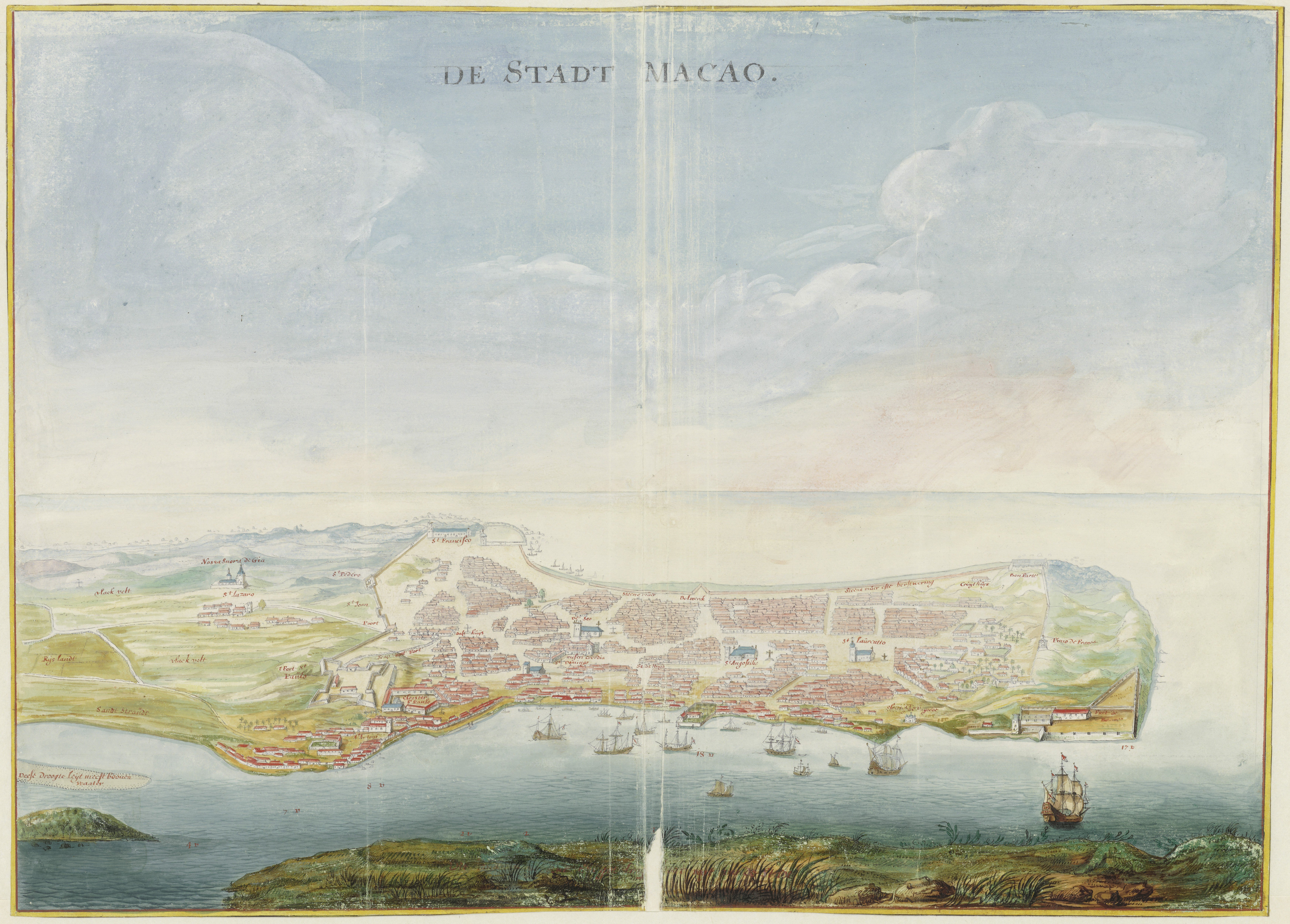
Macao portugués en 1665
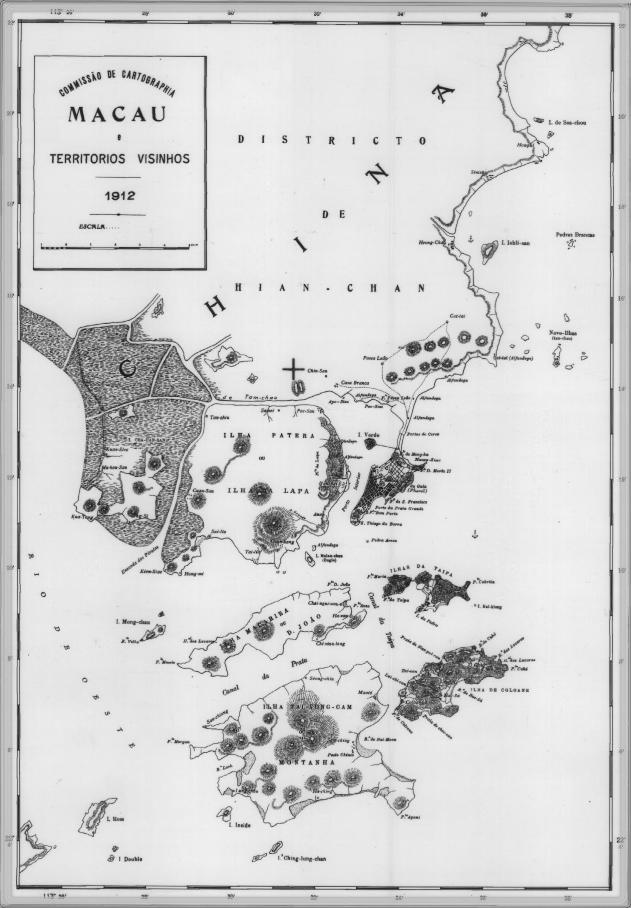
Un mapa de Macao de 1912
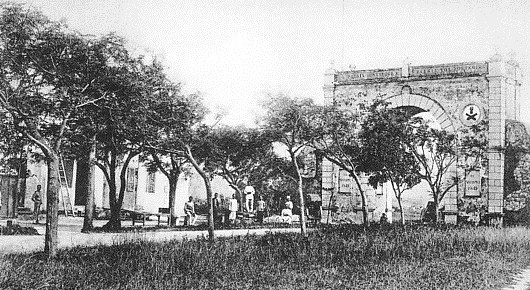
Portas do Cerco en 1890
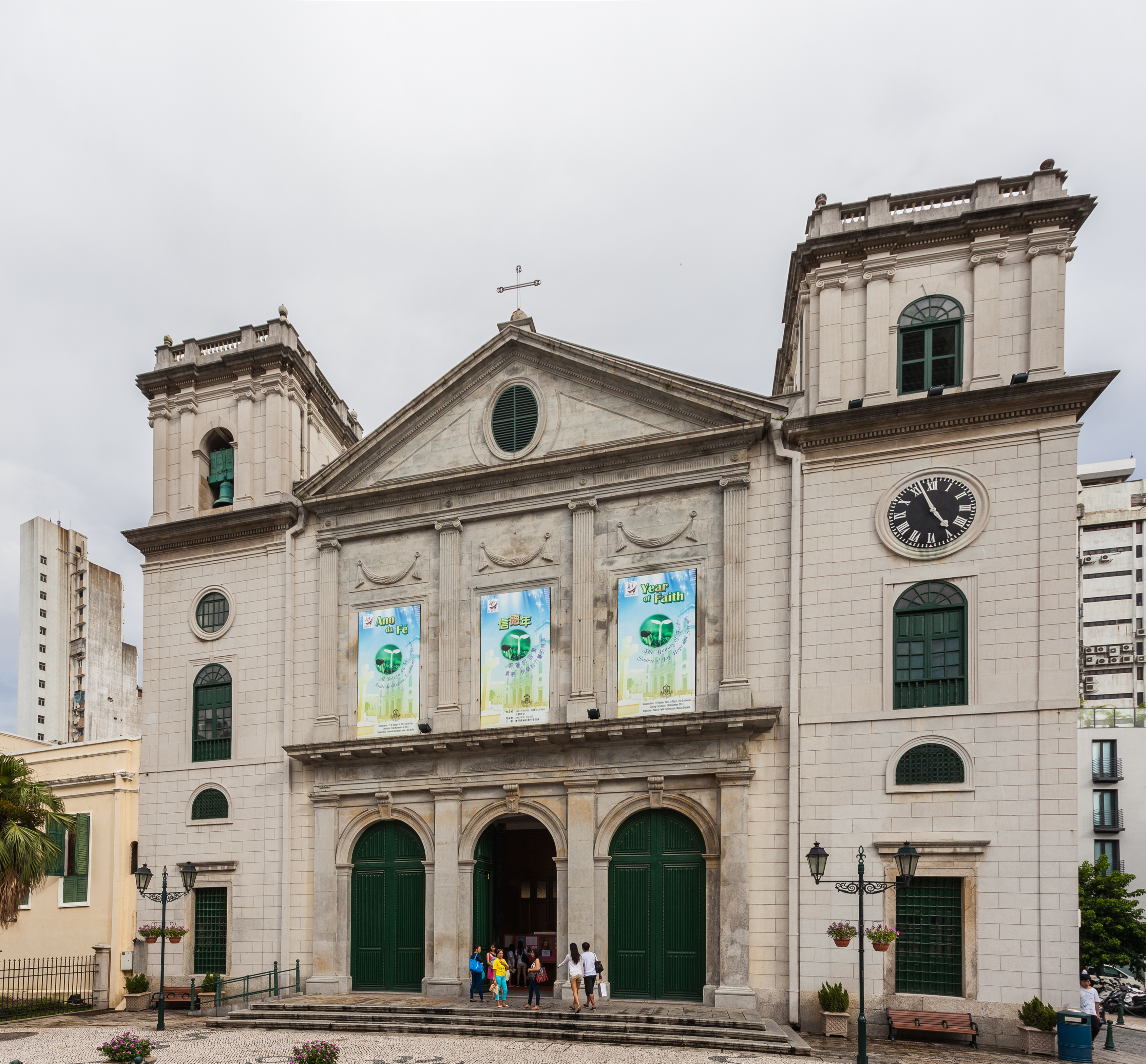
Catedral de la Natividad de Nuestra Señora
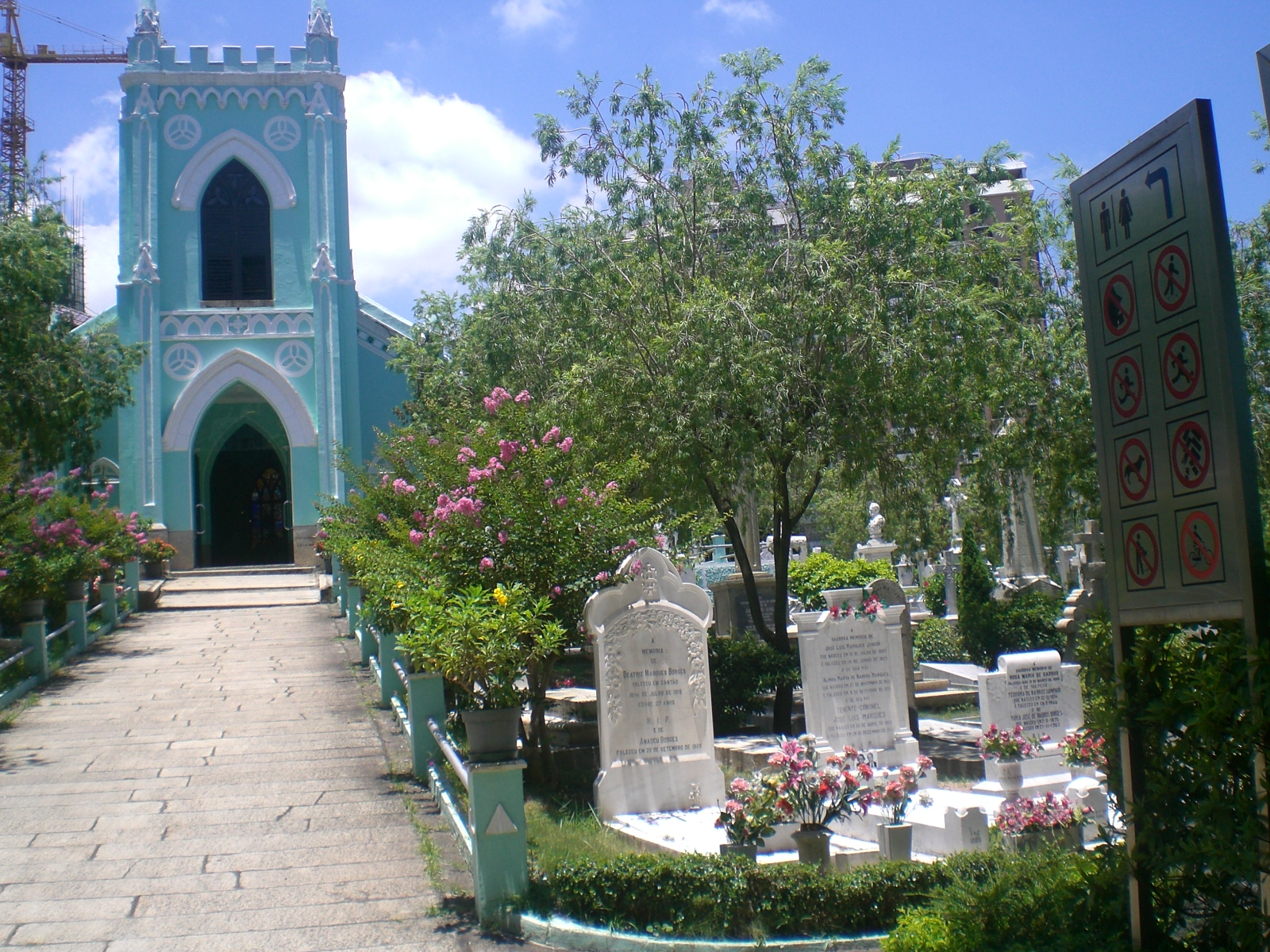
Cementerio S.Miguel Arcangel
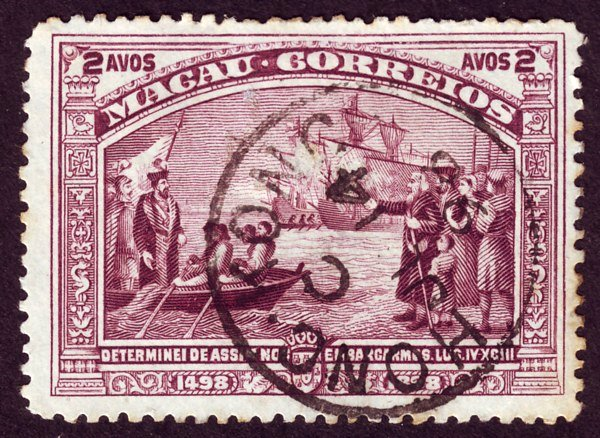
Sello de correos de 1898
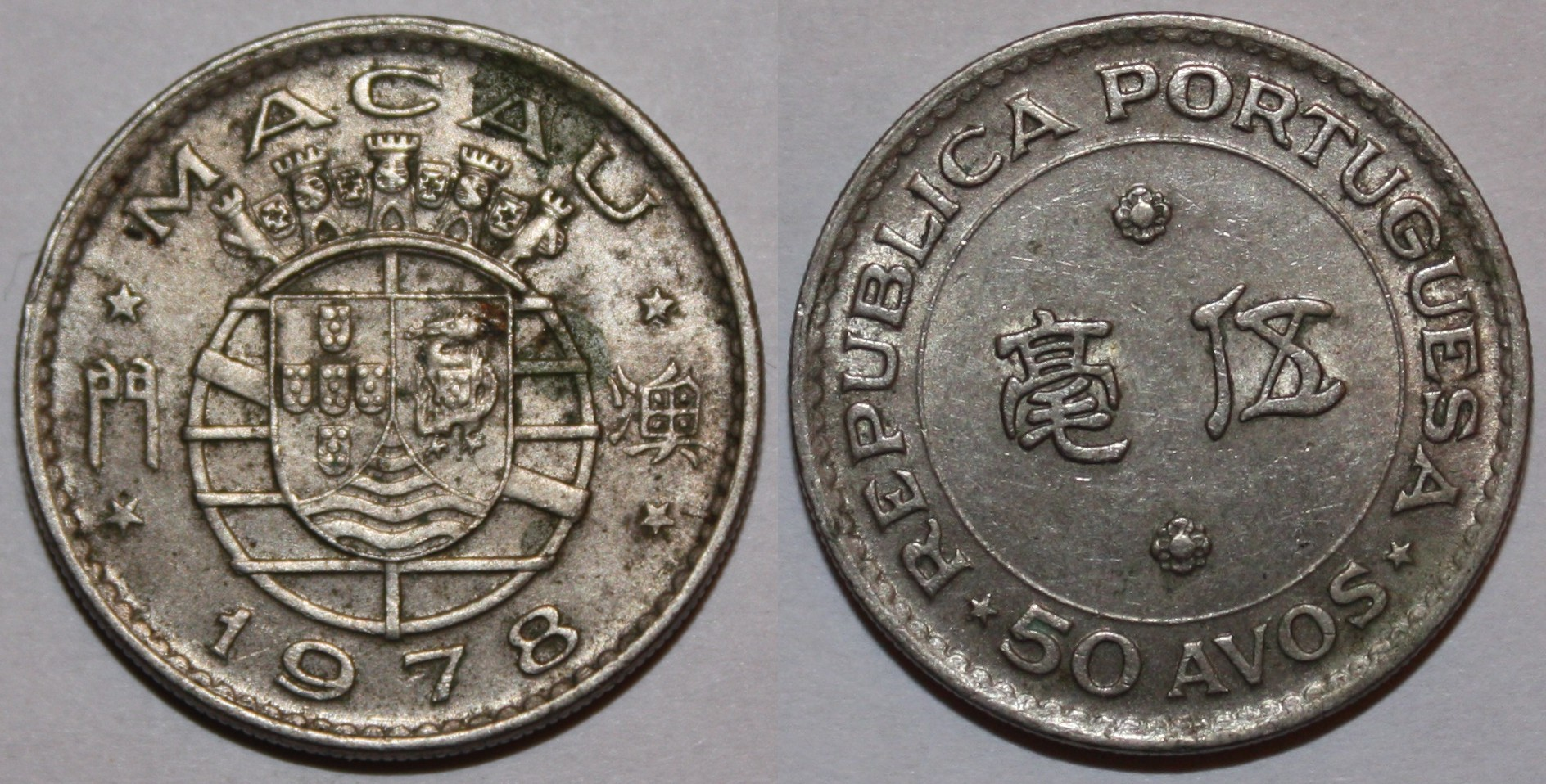
Moneda de 50 Avos